# Cosmos de Bafia
El Cosmos de Bafia es un equipo de fútbol de Camerún que milita en la Segunda División de Camerún, la segunda liga de fútbol más importante del país.

## Historia
Fue fundado en la ciudad de Bafia y es el único club de la ciudad que ha militado en la Primera División de Camerún, pero fue hasta la temporada 2014 que consiguieron su primer logro importante tras obtener el subtítulo de liga, quedando solo por detrás del Cotonsport Garoua.
A nivel internacional han participado en un torneo continental, en la Liga de Campeones de la CAF 2015, en la cual fueron eliminados en la primera ronda por el Espérance ST de Túnez.

## Participación en competiciones de la CAF
| Temporada | Torneo                      | Ronda      | Club         | Casa | Visita | Global |
| --------- | --------------------------- | ---------- | ------------ | ---- | ------ | ------ |
| 2015      | Liga de Campeones de la CAF | Preliminar | KCCA         | 3-0  | 0-1    | 3-1    |
| 2015      | Liga de Campeones de la CAF | 1          | Espérance ST | 0-1  | 0-3    | 0-4    |